# Cierzac
Cierzac é uma comuna francesa na região administrativa da Nova Aquitânia, no departamento de Charente-Maritime. Estende-se por uma área de 5,20 km². Em 2010 a comuna tinha 315 habitantes (densidade: 60,6 hab./km²).